# Alicia Navarro Cambronero
Alicia Navarro (Tenerife, Islas Canarias, 1915-Francia, 1995) fue una modelo española, elegida Miss España en 1935 y Miss Europa 1935.

## Biografía
Nacida en Tenerife en 1915, en representación de las islas Canarias (fue elegida Miss Tenerife el 22 de abril) fue elegida Miss España el 5 de mayo de 1935. El concurso, que tuvo lugar en el Teatro de la Zarzuela, fue presentado por Niceto Alcalá-Zamora, el Presidente de la época.
En 1935, a los 19 años de edad, fue la primera española en ganar el título de Miss Europa, en la ciudad de Londres, donde el 7 de julio fue coronada por el actor Ralph Lynn.
Después de ella, no hubo más concursos hasta 1960. Se casó dos veces, la primera vez con un médico cubano. Vivió los últimos años de su vida en Francia.